# Põltsamaa
Põltsamaa (em alemão:  Oberpahlen) é uma cidade localizada na região de Jõgeva, Estônia.